# Puente de Alba
Puente de Alba es una localidad española, perteneciente al municipio de La Robla, en la provincia de León y la comarca de la Montaña Central, en la comunidad autónoma de Castilla y León.
Situado sobre el Arroyo Fuente de Alba y el río Bernesga.
Los terrenos de Puente de Alba limitan con los de Santa Lucía de Gordón al norte, Llombera y Orzonaga al noreste, Robledo de Fenar, Solana de Fenar y Candanedo de Fenar al este, Rabanal de Fenar, Brugos de Fenar y Alcedo de Alba al sureste, La Robla al sur, Llanos de Alba, Sorribos de Alba y Olleros de Alba al suroeste, Cuevas de Viñayo y Piedrasecha al oeste y Peredilla al noroeste.
Perteneció al antiguo Concejo de Gordón.